# Дотяненай
Дотяненай (лит. Dotenėnai) — населённый пункт в восточной части Литвы. Входит в состав Швенченеляйского староства Швянчёнского района. По данным переписи Литвы 2011 года, население Дотяненая составляло 12 человек.

## География
Село расположено в центральной части района. Расстояние до Швянчёниса — 15 километров, до Швянчёнеляя — 6 километров. Ближайший населённый пункт — село Бурбос.

## Население
| 1905                           | 1931 | 1959 | 1970 | 1979 | 1989 | 2001 | 2011 |
| ------------------------------ | ---- | ---- | ---- | ---- | ---- | ---- | ---- |
| 262                            | 212  | 91   | 76   | 78   | 47   | 24   | 12   |
| Гистограмма динамики населения |      |      |      |      |      |      |      |

## Известные уроженцы
2 сентября 1886 года в селе родился Казимирас Грибаускас — фармацевт, ботаник и исследователь лекарственных растений.